# Księstwo (dux)
Księstwo (ang. duchy, fr. duché, wł. ducato, łac. ducatus, niem. Herzogtum) to państwo, terytorium, lenno lub obszar będący pod jurysdykcją księcia lub księżnej niekrólewskiej krwi (łac. Dux).
Niektóre księstwa – leżące na terenie państw, które się zjednoczyły w czasach nowożytnych (np. Niemcy i Włochy) – były suwerenne. Inne były całkowicie lub częściowo podporządkowanymi dzielnicami królestw, które zjednoczyły się już w średniowieczu (np. Anglia, Francja czy Hiszpania).

## Typ monarchiiDux
Typ monarchii wywodzi się od łacińskiego słowa Dux oznaczającego Wódz. Od niego wywodzą się określenia księcia w innych językach jak duke (ang.), duc (fr.) czy duca, doge (wł.).
Tego rodzaju monarchą był np. Bolesław Chrobry przed koronacją, na co wskazują zapisy prowadzone przez Wipona.

## Księstwa w historii Polski
- Księstwo bełskie
- Księstwo bielskie
- Księstwo brzeskie
- Księstwo bydgosko-wyszogrodzkie
- Księstwo Ciechanowskie
- Księstwo czerskie
- Księstwo dobrzyńskie
- Księstwo Głogowsko-Żagańskie
- Księstwo Gnieźnieńskie
- Księstwo inowrocławskie
- Księstwo kaliskie
- Księstwo krakowskie
- Księstwo kujawskie
- Księstwo legnickie
- Księstwo Legnicko-Brzeskie
- Księstwo łęczyckie
- Księstwo łowickie
- Księstwo Mazowieckie
- Księstwo namysłowskie
- Księstwo niemodlińskie
- Księstwo nyskie
- Księstwo oleśnickie
- Księstwo opolskie
- Księstwo opolsko-raciborskie
- Księstwo oświęcimskie
- Księstwo płockie
- Księstwo pomorskie
- Księstwo poznańskie
- Księstwo pszczyńskie
- Księstwo raciborskie
- Księstwo Rawskie
- Księstwo Rudzkie
- Księstwo Sandomierskie
- Księstwo sieradzkie
- Księstwo siewierskie
- Księstwo słupskie
- Księstwo śląskie
- Księstwo Świdnicko-Ziębickie
- Księstwo Warszawskie
- Księstwo Wiskie
- Księstwo wołowskie
- księstwo wrocławskie
- Księstwo zatorskie
- Księstwo żagańskie